# 瑟勒河畔圣瓦斯特
瑟勒河畔圣瓦斯特（法語：Saint-Vaast-sur-Seulles，法語發音：[sɛ̃ vast syʁ sœl] ⓘ）是法国卡尔瓦多斯省的一个市镇，属于巴约区。

## 地理
瑟勒河畔圣瓦斯特（49°8'31"N, 0°37'59"W）面积4.25 平方千米，位于法国诺曼底大区卡爾瓦多斯省，该省份为法国西北部沿海省份，北濒大西洋英吉利海峡，东北与滨海塞纳省以海上边界相接，东临厄尔省，南至奧恩省，西与芒什省接壤。
与瑟勒河畔圣瓦斯特接壤的市镇（或旧市镇、城区）包括：奥托莱巴格、瑟勒河畔瑞维尼、贝桑地区蒙、旺德、维伊博卡日、欧尔瑟勒。

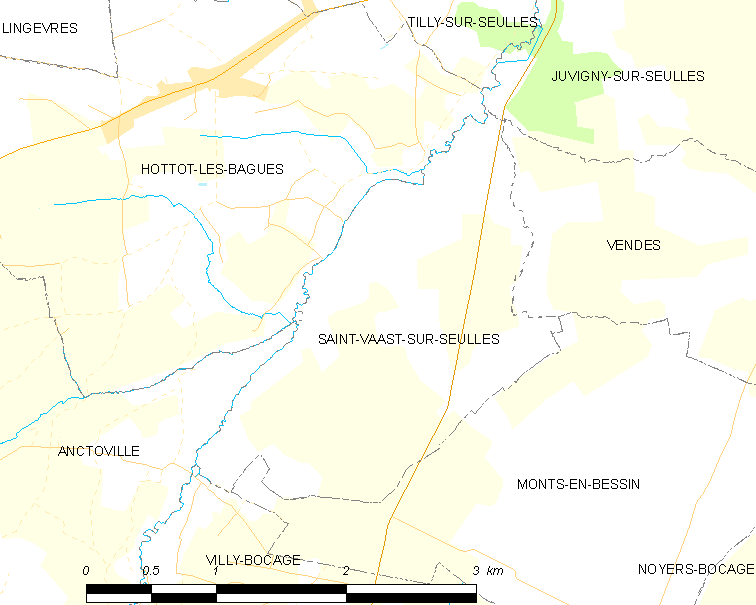
瑟勒河畔圣瓦斯特的OSM定位图

瑟勒河畔圣瓦斯特的时区为UTC+01:00、UTC+02:00（夏令时）。

## 行政
瑟勒河畔圣瓦斯特的邮政编码为14250，INSEE市镇编码为14661。

## 政治
瑟勒河畔圣瓦斯特所属的省级选区为蒂和米县。

## 人口

1962-2008年间瑟勒河畔圣瓦斯特人口变化图示

瑟勒河畔圣瓦斯特于2022年1月1日时的人口数量为159人。